# Списък на реките в Мериленд
Списъкът на реките в Мериленд включва основните реки и потоци, които текат през щата Мериленд, Съединените американски щати.

## По водосборен Басейн
- Делауеър
  - Кристин

Атлантически океан
- Сейнт Мартин

Източен бряг на Чесапийк Бей
- Покомоке
  - Дивидинг Крийк
  - Насоуанго

- Манокин
- Нантикок
  - Маршихоуп
  - Барън

- Чоптанк
  - Сикретари Крийк
  - Марши Крийк
  - Кингс Крийк
  - Фоулинг Крийк
  - Тукахо Крийк

- Честър
  - Корсика Крийк

- Сасафрас

- Елк Ривър
  - Бохемия

- Норд Уест Ривър

Саскуехана
- Саскуехана
  - Диър Крийк
  - Броуд Крийк

Западен бряг на Чесапийк Бей
- Патапско
- Буш Ривър
- Гънпаудър Ривър
- Мидъл Ривър
- Ромни Крийк
- Маготи Ривър
- Севърн Ривър
- Саут Ривър
- Патуксент

Потомак
- Потомак
  - Уикомико
  - Матауоман Крийк
  - Пискатауа
  - Монакаси
  - Литъл Монакаси
  - Ликинг Крийк

## По азбучен ред
- Барън
- Бохемия
- Броуд Крийк
- Буш Ривър
- Гънпаудър Ривър
- Делауеър
- Дивидинг Крийк
- Диър Крийк
- Елк Ривър
- Кингс Крийк
- Корсика Крийк
- Кристин
- Ликинг Крийк
- Литъл Монакаси
- Маготи Ривър
- Манокин
- Марши Крийк
- Маршихоуп
- Матауоман Крийк
- Мидъл Ривър
- Монакаси
- Нантикок
- Насоуанго
- Норд Уест Ривър
- Патапско
- Патуксент
- Пискатауа
- Покомоке
- Потомак
- Ромни Крийк
- Сасафрас
- Саскуехана
- Саут Ривър
- Севърн Ривър
- Сейнт Мартин
- Сикретари Крийк
- Тукахо Крийк
- Уикомико
- Фоулинг Крийк
- Честър
- Чоптанк